# بين لي (عازف كمان)
بين لي (بالإنجليزية: Ben Lee)‏ هو عازف كمان بريطاني، ولد في 14 سبتمبر 1980 في إيستبورن في المملكة المتحدة.

## وصلات خارجية
- الموقع الرسمي
- بين لي على موقع IMDb (الإنجليزية)